# Конюшка базилика
Конюшката базилика (на македонска литературна норма: Коњушка базилика) е раннохристиянска православна базилика, чиито руини са открити в археологическия обект Големо градище край кратовското село Конюх, североизточната част на Северна Македония.

## Описание
Църквата е разкрита на заравнения връх на Големо градище, в центъра на античния град, разположе на падината северно от акропола. Базиликата има украса от мраморна пластика. Заедно със съседната Конюшка ротонда е била епископски храм, вероятно на град Транупара.